# محاولة انقلاب 1935 في اليونان

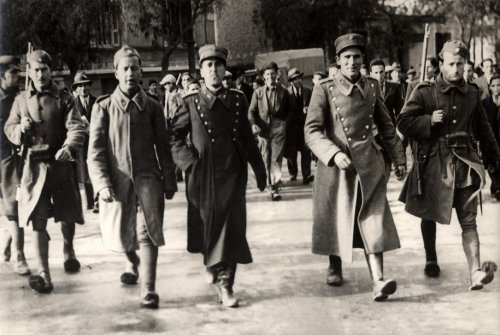
صورة لبعض الضباط المشاركين في المحاولة الإنقلابية

كانت محاولة الانقلاب في مارس 1935 (باليونانية: Κίνημα του 1935)‏ تمردًا فينيزيليًا ضد حكومة حزب الشعب بقيادة باناجيس تسالدريس الذي اتهِم بميوله المؤيدة للملكية.
قاد الانقلاب نيكولاوس بلاستيراس، واندلع في 1 مارس 1935، لكنه فشل في توطيد دعائمه في أثينا ومعظم البر الرئيسي لليونان. ردت الحكومة بسرعة، فأخمدت القوات الموالية بقيادة الجنرال جورجيوس كوندليس التمرد بحلول 11 مارس، عندما اضطر فينيزيلوس ذاته إلى الفرار من اليونان. في أعقاب الانقلاب، أنشِئت محكمة عسكرية، طهرت القوات المسلحة من الفينيزيليين والضباط الجمهوريين، وأمرت بإعدام اثنين من الجنرالات البارزين أناستاسيوس بابولاس وميلتياديس كوسمس، والرائد ستاماتيس فولانيس في 24 أبريل. وبالمثل حُكم على فينيزيلوس وبلاستيراس بالإعدام غيابيًا. في المجال السياسي، كان فشل التمرد مؤشرًا لانتصار القوى المعادية للفينيزيليين، وفي الواقع سرع انهيار الجمهورية الهيلينية الثانية الهشة. وجِهت الضربة القاتلة النهائية في أكتوبر، عندما أطاحت القوات المسلحة بالحكومة في انقلاب (بسبب اعتبارهم أن موقف تسالدريس تجاه استعادة الملكية على الفور موقفًا مترددًا، وبسبب دوافع شخصية لكوندليس ودائرته السياسية والعسكرية)، وأعلن كوندليس نفسه وصيًا على الملكية المستعادة.

## الأسباب:
نتج الانقلاب عن أعمال تآمرية من دوائر ومنظمات مختلفة من الفصيل الفينيزيلي، والتي تهدف إلى ردع استعادة الديمقراطية الملكية. وكان وراء هذا الهدف رغبة الضباط الفينيزيليين، الذين طرِدوا، بالعودة إلى الجيش والمضي قدمًا في عمليات التطهير المتطرفة للمنشقين، وكذلك اتباع سياسات الحزب نفسه في العودة إلى السلطة.
ربما لم تكن مخاوف الفينيزيليين بشأن مستقبل الديمقراطية مبررة تمامًا لأنه على الرغم من كل تحديات المتعصبين الملكيين، لم يكن نظام الحكم في خطر جدي، ناهيك عن الأعداء المتعصبين، كانوا أقلية عاجزة. اعترف حزب الشعب، الذي ضم غالبية الملكيين القدامى، في عام 1932 بالجمهورية وتعهد بالعمل في إطار نظام الحكم هذا. ومع أن القيادة والصحافة رفضتا التخلي عن الديمقراطية الملكية، فإن رفضهما كان على الأرجح مرتبطًا بالرغبة المعقولة في عدم التسبب في تقسيم الناخبين وليس بتفانيهم المتعصب للمؤسسة الملكية.
يبرز سببين من أسباب الحركة. محاولة اغتيال فينيزيلوس في يونيو 1933 وتأثيرها على عقلية وأفعال السياسي البارز، والحظر التدريجي لأسس الفينيزيلية -الفصيل الديمقراطي في الجيش، الذي تسببت فيه حركة بلاستيراس في 6 مارس 1933.
اقتنع فينيزيلوس بعد محاولة اغتياله عام 1933 أن خصومه السياسيين لن يترددوا في استخدام هذا الاعتقاد، مثل اعتقاده بأن حزبه والبلاد بحاجة عامة إلى خدماته، وهذا ما ساهم بالتأكيد في صنع قرار لا يمكن وصفه إلا بالمؤسف.
إن تشجيعه وتحريضه المنظمات التآمرية في الجيش، من أجل هدف فائق الوصف ولكن حقيقي ألا وهو الدفاع عن التكوين الفينيزيلي في الجيش، يكشف عن افتقاره لضبط النفس. كانت هذه المنظمات «المنظمة العسكرية اليونانية» و«الدفاع الديمقراطي».
تشكلت المنظمة الأولى من قبل ضباطِ خدموا في الجيش، وكان القادة هم الليفتنانت كولونيل كريستودولوس تسيغنتس، وشقيقه الكابتن ايوانيس تسيغنتس، والكولونيل ستيفانوس سارفيس، وغيرهم. كان الهدف من المنظمة منع جورجيوس كوندليس من فرض حركته الدكتاتورية، وإعداد انقلاب عسكري لمنع التغيير المحتمل للنظام. أما المنظمة الثانية، «الدفاع الديمقراطي»، شكلها الضباط الفينيزيليون المسرحون. وكان القادة هم الجنرالات أناستازيوس بابولاس، وستيليانوس جوناتاس لكن القائد الحقيقي كان نيكولاوس بلاستيراس. اتحدت هاتان المنظمتان بمبادرة السياسي الفينيزيلي ألكسندروس زاناس بهدف مشترك للدفاع عن نظام الحكم.